# Zhang Wei (Badminton, 1987)
Zhang Wei (chinesisch 张伟, * 2. Februar 1987) ist ein ehemaliger chinesischer Badmintonnationalspieler (nicht zu verwechseln mit seinem etwas älteren Namensvetter und Doppelspezialisten Zhang Wei).

## Karriere
Zhang Wei war ein ausgesprochener Mixed-Spezialist, auch wenn er einen seiner ersten Erfolge bei den chinesischen Meisterschaften 2004 im Herrendoppel mit Sang Yang holte. Bei den Asienmeisterschaften 2006 gewann er die Bronzemedaille im Mixed mit Yu Yang. 2007 trat er aus der chinesischen Nationalmannschaft zurück und beendete seien aktive Karriere, da er zu wenige internationale Bewährungsproben erhielt.

## Sportliche Erfolge
| Saison | Veranstaltung             | Disziplin    | Platz | Name                    |
| ------ | ------------------------- | ------------ | ----- | ----------------------- |
| 2004   | Chinesische Meisterschaft | Herrendoppel | 1     | Sang Yang / Zhang Wei   |
| 2005   | Korea Open                | Mixed        | 3     | Zhang Wei / Yu Yang     |
| 2005   | China Masters             | Mixed        | 9     | Zhang Wei / Yu Yang     |
| 2005   | China Open                | Mixed        | 9     | Zhang Wei / Zhao Yunlei |
| 2006   | Asienmeisterschaft        | Mixed        | 3     | Zhang Wei / Yu Yang     |
| 2006   | Denmark Open              | Mixed        | 5     | Zhang Wei / Zhao Yunlei |
| 2006   | Denmark Open              | Herrendoppel | 5     | Zhang Wei / Xu Chen     |